# Listowel Castle
Listowel Castle er en borg fra 1400-tallet, der ligger i byen Listowel i County Kerry, Irland. Borgen er et kendt eksempel på angelnormannisk arkitektur i County Kerry. Den er blevet restaureret af flere omgange, og er i dag beskyttet som et national monument, og er åben for offentligheden.